# Резолюция 23 на Съвета за сигурност на ООН
Резолюция 23 на Съвета за сигурност на ООН, приета на 14 април 1947, постановява, че докато Съветът за сигурност не реши друго, комисията, създадена с Резолюция 15 на Съвета за сигурност, ще продължи да работи в определения район, а съставът ѝ ще бъде увеличен.
Резолюцията е приета с мнозинство от 9 гласа, като представителите на Полша и СССР гласуват въздържали се.